# Campeonato Mundial de Patinaje Artístico sobre Hielo de 2022
El CXII Campeonato Mundial de Patinaje Artístico se celebró en Montpellier (Francia) entre el 23 y el 27 de marzo de 2022 bajo la organización de la Unión Internacional de Patinaje sobre Hielo (ISU) y la Federación Francesa de Patinaje sobre Hielo.
Las competiciones se realizaron en la Arena de Montpellier. 
Los patinadores de Rusia y Bielorrusia fueron excluidos de este campeonato debido a la invasión rusa de Ucrania.

## Calendario
- Hora local de Francia (UTC+1).

| Programa corto | Programa libre |

| Fecha       | Hora   | Evento             |
| ----------- | ------ | ------------------ |
| 23 de marzo | 09:55  | Femenino           |
| 23 de marzo | 18:30  | Parejas            |
| 24 de marzo | 10:15  | Masculino          |
| 24 de marzo | 18:00  | Parejas            |
| 25 de marzo | 10:45  | Danza sobre hielo  |
| 25 de marzo | 18:00  | Femenino           |
| 26 de marzo | 10:55  | Masculino          |
| 26 de marzo | 17: 05 | Danza sobre hielo  |
| 27 de marzo | 14:30  | Gala de exhibición |

## Resultados

### Masculino
| Puesto | Nombre        | País           | Puntos |
| ------ | ------------- | -------------- | ------ |
| Oro    | Shoma Uno     | Japón          | 312,48 |
| Plata  | Yuma Kagiyama | Japón          | 297,60 |
| Bronce | Vincent Zhou  | Estados Unidos | 277,38 |

### Femenino
| Puesto | Nombre          | País           | Puntos |
| ------ | --------------- | -------------- | ------ |
| Oro    | Kaori Sakamoto  | Japón          | 236,09 |
| Plata  | Loena Hendrickx | Bélgica        | 217,70 |
| Bronce | Alysa Liu       | Estados Unidos | 211,19 |

### Parejas
| Puesto | Nombre                        | País           | Puntos |
| ------ | ----------------------------- | -------------- | ------ |
| Oro    | Alexa Knierim Brandon Frazier | Estados Unidos | 221,09 |
| Plata  | Riku Miura Ryuichi Kihara     | Japón          | 199,55 |
| Bronce | Vanessa James Eric Radford    | Canadá         | 197,32 |

### Danza en hielo
| Puesto | Nombre                                | País           | Puntos |
| ------ | ------------------------------------- | -------------- | ------ |
| Oro    | Gabriella Papadakis Guillaume Cizeron | Francia        | 229,82 |
| Plata  | Madison Hubbell Zachary Donohue       | Estados Unidos | 222,39 |
| Bronce | Madison Chock Evan Bates              | Estados Unidos | 216,83 |

## Medallero
| Núm. | País           | Oro | Plata | Bronce | Total |
| ---- | -------------- | --- | ----- | ------ | ----- |
| 1    | Japón          | 2   | 2     | 0      | 4     |
| 2    | Estados Unidos | 1   | 1     | 3      | 5     |
| 3    | Francia        | 1   | 0     | 0      | 1     |
| 4    | Bélgica        | 0   | 1     | 0      | 1     |
| 5    | Canadá         | 0   | 0     | 1      | 1     |
|      | TOTAL          | 4   | 4     | 4      | 12    |